# Лас-Квінтас-Фронтерісас (Техас)
Лас-Квінтас-Фронтерісас (англ. Las Quintas Fronterizas) — переписна місцевість (CDP) в США, в окрузі Маверік штату Техас. Населення — 2326 осіб (2020).

## Географія
Лас-Квінтас-Фронтерісас розташований за координатами 27°40′54″ пн. ш. 99°10′59″ зх. д. / 27.68167° пн. ш. 99.18306° зх. д. (27.681538, -99.183160).  За даними Бюро перепису населення США в 2010 році переписна місцевість мала площу 2,20 км², уся площа — суходіл.

## Демографія
Згідно з переписом 2010 року, у переписній місцевості мешкало 28 осіб у 9 домогосподарствах у складі 7 родин. Густота населення становила 13 осіб/км².  Було 31 помешкання (14/км²).
Расовий склад населення:
| - 89,3 % — білих - 7,1 % — осіб інших рас |

До двох чи більше рас належало 3,6 %. Частка іспаномовних становила 100,0 % від усіх жителів.
За віковим діапазоном населення розподілялося таким чином: 32,1 % — особи молодші 18 років, 53,6 % — особи у віці 18—64 років, 14,3 % — особи у віці 65 років та старші. Медіана віку мешканця становила 33,3 року. На 100 осіб жіночої статі у переписній місцевості припадало 64,7 чоловіків;  на 100 жінок у віці від 18 років та старших — 137,5 чоловіків також старших 18 років.
Цивільне працевлаштоване населення становило 0 осіб. 